# Горска светлика
Горската светлика (Luzula sylvatica) е вид растение от семейство Дзукови (Juncaceae).

## Разпространение
Видът е широко разпространен в Европа и Югозападна Азия (включително на Британските острови).
Среща се в свежи широколистни и иглолистни гори и на влажни поляни.